# Almudena Grandes Hernández

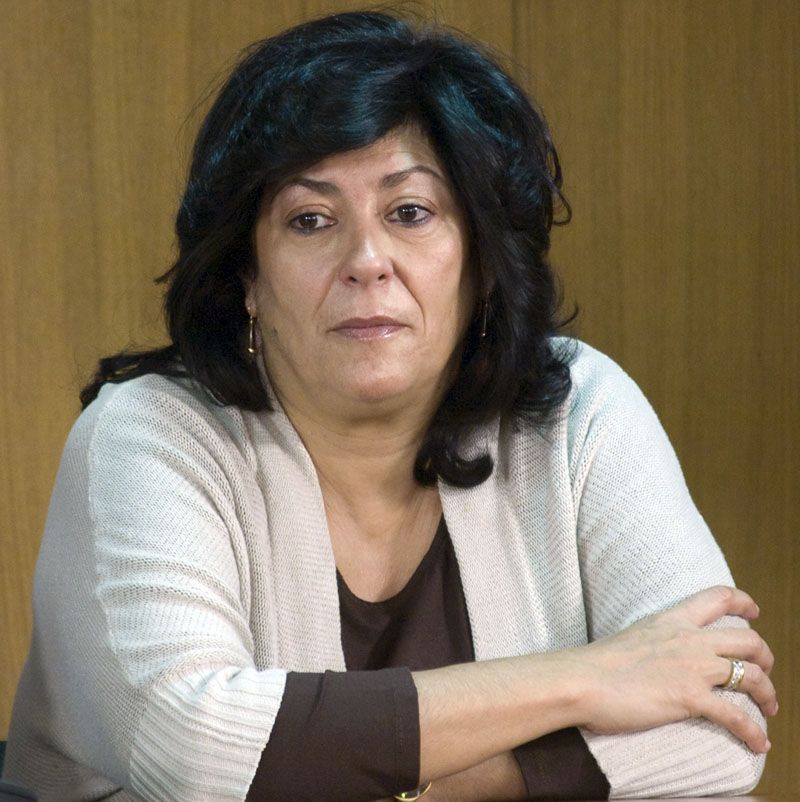
Almudena Grandes Hernández in 2011

Almudena Grandes Hernández (Madrid, 7 mei 1960 – aldaar, 27 november 2021) was een Spaanse schrijfster. Ze was ook columniste in het dagblad El País en een vaste tafelgast in het radioprogramma Hoy por hoy van de zender Cadena SER.

## Biografie
Hoewel Grandes al van jongs af aan schrijfster wilde worden, studeerde ze onder druk van haar moeder aan de faculteit van aardrijkskunde en geschiedenis aan de Complutense Universiteit van Madrid. Na die studie schreef ze stukjes voor encyclopedieën. Ze debuteerde als fictieschrijfster met de erotische roman Las edades de Lulú in 1989 (vertaald als Episoden uit het leven van Lulu). De roman werd een groot succes en is vertaald in meer dan 20 talen.
Almudena Grandes overleed op 27 november 2021 op 61-jarige leeftijd in een ziekenhuis in Madrid aan de gevolgen van kanker. Een maand eerder had ze via El País bekendgemaakt dat ze sinds een jaar aan deze ziekte leed.
- Bibsys: 90573404
- Biblioteca Nacional de Chile: 000103751
- Biblioteca Nacional de España: XX1145890
- Bibliothèque nationale de France: cb12153010p (data)
- Catàleg d'autoritats de noms i títols de Catalunya: 981058512938906706
- CiNii: DA05802225
- Gemeinsame Normdatei: 119320894
- International Standard Name Identifier: 0000 0001 2147 9936
- Library of Congress Control Number: n93111222
- Bibliotheek van het Japanse parlement: 00467440
- Nationale Bibliotheek van Tsjechië: jn20000602284
- Nationale bibliotheek van Australië: 35948016
- Nationale Bibliotheek van Israël: 987007308368905171
- Nationale Bibliotheek van Polen: a0000001664449
- Nationale en Universitaire bibliotheek Zagreb: 000197934
- Nederlandse Thesaurus van Auteursnamen: 074265067
- Réseau des bibliothèques de Suisse occidentale: 02-A003314158
- Istituto Centrale per il Catalogo Unico: CFIV107216
- LIBRIS: 382502
- Système universitaire de documentation: 030031095
- Virtual International Authority File: 112010315
- WorldCat: E39PBJbGTD7rDQ9XVwp6mfqxXd